# Natosquilla investigatoris
Natosquilla investigatoris is een bidsprinkhaankreeftensoort uit de familie van de Squillidae. De wetenschappelijke naam van de soort werd in 1907 voor het eerst geldig gepubliceerd door R.E. Lloyd.